# Cladocarpus diana
Cladocarpus diana is een hydroïdpoliep uit de familie Aglaopheniidae. De poliep komt uit het geslacht Cladocarpus. Cladocarpus diana werd in 1918 voor het eerst wetenschappelijk beschreven door Broch. 